# New Columbia
New Columbia es un lugar designado por el censo ubicado en el condado de Union en el estado estadounidense de Pensilvania. En el Censo de 2010 tenía una población de 1013 habitantes y una densidad poblacional de 324,46 personas por km².

## Geografía
New Columbia se encuentra ubicado en las coordenadas 41°2′15″N 76°52′42″O / 41.03750, -76.87833. Según la Oficina del Censo de los Estados Unidos, New Columbia tiene una superficie total de 5.02 km², de la cual 5.02 km² corresponden a tierra firme y (0%) 0 km² es agua.

## Demografía
Según el censo de 2010, había 1013 personas residiendo en New Columbia. La densidad de población era de 324,46 hab./km². De los 1013 habitantes, New Columbia estaba compuesto por el 96.54% blancos, el 0.89% eran afroamericanos, el 0.1% eran amerindios, el 0.1% eran asiáticos, el 0.2% eran isleños del Pacífico, el 0.89% eran de otras razas y el 1.28% pertenecían a dos o más razas. Del total de la población el 1.78% eran hispanos o latinos de cualquier raza.